# On My Way Home
«On My Way Home» es el segundo sencillo de Enya extraído de su álbum The Memory of Trees. La canción logra un éxito menor, pero llegó al puesto #26 en la lista UK Singles Charts en diciembre de 1996.

La canción es la antítesis de su predilecto éxito de 1988 "Orinoco Flow", al final incorpora en su letra algunas pequeñas frases tomadas del mismo ([...] turn it up, turn it up, turn it up, bye, adieu... [...]), así como también algunas notas de la canción "Book of Days".

## Lista de temas

### Edición oficial
| Nº | Tema               | Duración |
| -- | ------------------ | -------- |
| 1. | "On My Way Home"   | 3:39     |
| 2. | "Morning Glory"    | 2:28     |
| 3. | "I May Not Awaken" | 4:25     |
| 4. | "Eclipse"          | 1:33     |

### Otra versión
| Nº | Tema               | Duración |
| -- | ------------------ | -------- |
| 1. | "On My Way Home"   | 5:09     |
| 2. | "Eclipse"          | 1:33     |
| 3. | "I May Not Awaken" | 4:25     |